# Jessica Green (biologiste)
Pour les articles homonymes, voir Green et Jessica Green.
Ne doit pas être confondu avec Jessica Green (actrice).
Jessica Green est une ingénieure, écologiste et entrepreneuse américaine. Elle est l'auteur de plusieurs travaux sur l'écologie microbienne et la génomique. En parallèle de ses recherches, elle enseigne à l’université de l’Oregon. Au sein de celle-ci, elle a fondé et dirige le Centre de biologie et de l’environnement bâti. Elle enseigne également en tant que professeure externe à l’Institut de Santa Fe. Elle a cofondé Phylagen Inc. en 2015 avec Harrison Dillon, le fondateur de Solazyme. 
Ses deux conférences TED sur le microbiome de l'environnement bâti ont été vues plus de 1,5 million de fois,. 

## Formation
Jessica Green est diplômée d'un doctorat en génie nucléaire et d'une maîtrise de sciences en génie civil et environnemental à l’université de Californie à Berkeley, ainsi que d’un BS en génie civil et environnemental de la Magna Cum Laude de l’université de Californie à Los Angeles. 

## Récompenses
Green a reçu une bourse TED en 2010 et une bourse senior TED en 2011. En 2013, elle a reçu une bourse Guggenheim pour sa contribution à un roman graphique de science-fiction sur le microbiome humain. En 2013, elle a reçu une Chaire d'excellence internationale Blaise Pascal.